# Macroagelaius
Macroagelaius é um género de ave da família Icteridae.

## Espécies
Este género contém as seguintes espécies:
- Macroagelaius imthurni (PL Sclater, 1881)
- Macroagelaius subalaris (Boissonneau, 1840)